# Hassi Khelifa
Hassi Khelifa (em árabe: ﺣﺎﺳﻰ ﺧﻠﻴﻔﺔ) é uma cidade e comuna localizada na província de El Oued, Argélia. De acordo com o censo de 2008, a população total da cidade era de 31 784 habitantes.